# Nati nel 1925/Gennaio
| Questa pagina contiene informazioni ricavate automaticamente dalle voci biografiche con l'ausilio del template Bio e di un bot. L'aggiornamento è periodico e automatico e ricostruisce completamente la pagina. Se manca una persona in questa lista, sei pregato di non aggiungerla, ma accertati piuttosto che la sua voce biografica contenga il template Bio e che i dati anagrafici siano correttamente compilati. Se il template Bio manca, inseriscilo tu stesso o, in alternativa, metti l'avviso {{tmp\|Bio}} che ne segnala la mancanza. Se i dati riportati sono sbagliati, correggi direttamente la voce biografica; le modifiche saranno visibili in questa lista entro pochi giorni. Per chiarimenti vedi il progetto biografie. La lista contiene solo le 198 persone che sono citate nell'enciclopedia e per le quali è stato implementato correttamente il template Bio. Pagina aggiornata al 18 ago 2025. |

- 1º gennaio - Paulius Antanas Baltakis, vescovo cattolico lituano († 2019)
- 1º gennaio - Matthew Beard, attore cinematografico statunitense († 1981)
- 1º gennaio - Chia Boon Leong, allenatore di calcio e calciatore singaporiano († 2022)
- 1º gennaio - Paul-Emile Deiber, attore e doppiatore francese († 2011)
- 1º gennaio - Ottavio Jemma, sceneggiatore e scrittore italiano († 2015)
- 1º gennaio - Pierre Laffitte, politico e ingegnere francese († 2021)
- 1º gennaio - Mario Merz, artista, pittore e scultore italiano († 2003)
- 1º gennaio - Raymond Pellegrin, attore francese († 2007)
- 1º gennaio - Nerino Rossi, scrittore, giornalista e politico italiano († 2014)
- 1º gennaio - Eugenio Salvarani, architetto e urbanista italiano († 1967)
- 2 gennaio - Irina Konstantinovna Archipova, mezzosoprano e contralto russo († 2010)
- 2 gennaio - Antonio Azimonti, calciatore italiano († 1997)
- 2 gennaio - Francesco Colasuonno, cardinale e arcivescovo cattolico italiano († 2003)
- 2 gennaio - Cristino Nicolaides, generale argentino († 2011)
- 3 gennaio - Giuseppe Anatrelli, attore italiano († 1981)
- 3 gennaio - Franco Andrei, attore italiano († 2012)
- 3 gennaio - Aldo Florio, regista e sceneggiatore italiano († 2016)
- 3 gennaio - Grigorij Mkrtyčan, hockeista su ghiaccio sovietico († 2003)
- 4 gennaio - Doriano Carlotti, calciatore italiano († 2013)
- 4 gennaio - Paolo De Magistris, politico e storico italiano († 1998)
- 4 gennaio - Veikko Hakulinen, fondista e biatleta finlandese († 2003)
- 4 gennaio - Roger Lenaers, gesuita e teologo belga († 2021)
- 4 gennaio - Johnny Lujack, giocatore di football americano statunitense († 2023)
- 4 gennaio - Abdollah Mojtabavi, lottatore iraniano († 2012)
- 4 gennaio - Filippo Parola, calciatore italiano († 1987)
- 4 gennaio - Enrico Perucconi, velocista italiano († 2020)
- 4 gennaio - Rolf Valtin, calciatore statunitense († 2018)
- 5 gennaio - Bruno Amaducci, direttore d'orchestra e musicista svizzero († 2019)
- 5 gennaio - Lou Carnesecca, allenatore di pallacanestro e dirigente sportivo statunitense († 2024)
- 5 gennaio - Cesare Cenci, storico, teologo e presbitero italiano († 2010)
- 5 gennaio - Marcello Costalunga, arcivescovo cattolico italiano († 2010)
- 5 gennaio - Molly Malone Cook, fotografa statunitense († 2005)
- 5 gennaio - Ennio Mastrostefano, giornalista italiano († 1992)
- 5 gennaio - Jean-Claude Michel, attore e doppiatore francese († 1999)
- 5 gennaio - Juan Negri, calciatore cileno († 2015)
- 5 gennaio - Jean-Paul Roux, storico, turcologo e islamista francese († 2009)
- 6 gennaio - Franco Borsi, storico dell'architettura italiano († 2008)
- 6 gennaio - Enrique Carreras, regista peruviano († 1995)
- 6 gennaio - John DeLorean, imprenditore statunitense († 2005)
- 6 gennaio - Giuseppe Ganduscio, poeta italiano († 1963)
- 6 gennaio - Giovanni Grazzini, critico cinematografico italiano († 2001)
- 6 gennaio - Luciano Liggio, mafioso italiano († 1993)
- 6 gennaio - Uzi Narkiss, generale israeliano († 1997)
- 6 gennaio - Alfredo Pasotti, ciclista su strada italiano († 2000)
- 7 gennaio - Louis Carré, calciatore belga († 2002)
- 7 gennaio - Willie Davie, calciatore scozzese († 1996)
- 7 gennaio - William Longstreth Dodge, bobbista statunitense († 1987)
- 7 gennaio - Gerald Durrell, naturalista, zoologo e esploratore britannico († 1995)
- 7 gennaio - Sharo Gambino, scrittore e giornalista italiano († 2008)
- 7 gennaio - Piero Gorgatto, velista italiano († 1991)
- 7 gennaio - Ragnar Nikolay Larsen, allenatore di calcio e calciatore norvegese († 1982)
- 7 gennaio - Walter Noll, matematico tedesco († 2017)
- 7 gennaio - Helenita Olivares, soprano colombiano († 2024)
- 7 gennaio - David Schildkraut, sassofonista statunitense († 1998)
- 7 gennaio - Harry Stradling Jr., direttore della fotografia statunitense († 2017)
- 8 gennaio - Rossana Banti, partigiana italiana († 2021)
- 8 gennaio - Giuseppe Brancale, scrittore italiano († 1979)
- 8 gennaio - Gianni Dova, pittore italiano († 1991)
- 8 gennaio - Helmuth Hübener, tedesco († 1942)
- 8 gennaio - Francesco Parenti, psichiatra italiano († 1990)
- 8 gennaio - Bernardo Ruiz, ciclista su strada e dirigente sportivo spagnolo († 2025)
- 9 gennaio - Guillermo Barbadillo, calciatore peruviano († 2000)
- 9 gennaio - Ofelya Hambardzumyan, cantante sovietica († 2016)
- 9 gennaio - Jean Jolivet, filosofo francese († 2018)
- 9 gennaio - Antonio La Penna, latinista, filologo classico e aforista italiano († 2024)
- 9 gennaio - Lee Van Cleef, attore statunitense († 1989)
- 10 gennaio - Mario Grossi, ingegnere italiano († 1999)
- 10 gennaio - Juris Reneslācis, cestista e allenatore di pallacanestro lettone († 2012)
- 10 gennaio - Florian Siwicki, generale, politico e diplomatico polacco († 2013)
- 11 gennaio - Viktor Avdjuško, attore sovietico († 1975)
- 11 gennaio - Sandra Brunetti, pittrice italiana († 2017)
- 11 gennaio - Betty Bumpers, docente, attivista e politica statunitense († 2018)
- 11 gennaio - Dušan Jakomin, giornalista, saggista e etnografo italiano († 2015)
- 11 gennaio - Mir Akbar Khyber, politico afghano († 1978)
- 11 gennaio - Jean-Jacques Kretzschmar, calciatore francese († 1985)
- 11 gennaio - Maung Maung, politico birmano († 1994)
- 11 gennaio - Max Morlock, calciatore tedesco († 1994)
- 12 gennaio - Marc Behm, scrittore, sceneggiatore e attore statunitense († 2007)
- 12 gennaio - Katherine MacGregor, attrice statunitense († 2018)
- 13 gennaio - Ciro Di Martino, generale e dirigente sportivo italiano († 2012)
- 13 gennaio - Klaus Herm, attore tedesco († 2014)
- 13 gennaio - Georgi Kalojančev, attore cinematografico e attore teatrale bulgaro († 2012)
- 13 gennaio - Betty McKinnon, velocista australiana († 1981)
- 13 gennaio - Bruno Micheloni, calciatore italiano († 2000)
- 13 gennaio - Rosemary Murphy, attrice statunitense († 2014)
- 13 gennaio - Ron Tauranac, progettista e imprenditore australiano († 2020)
- 13 gennaio - Gwen Verdon, attrice, cantante e ballerina statunitense († 2000)
- 14 gennaio - Moscelyne Larkin, ballerina statunitense († 2012)
- 14 gennaio - Yukio Mishima, scrittore, drammaturgo e saggista giapponese († 1970)
- 14 gennaio - Ugo Pecchioli, partigiano e politico italiano († 1996)
- 14 gennaio - Louis Quilico, baritono canadese († 2000)
- 14 gennaio - Leonardo Servadio, imprenditore italiano († 2012)
- 14 gennaio - Ernst Stojaspal, calciatore austriaco († 2002)
- 15 gennaio - Ragnar Berge, calciatore norvegese († 1995)
- 15 gennaio - Ignacio López Tarso, attore e politico messicano († 2023)
- 15 gennaio - Luis Mayanés, calciatore cileno († 1979)
- 15 gennaio - Rinaldo Moresco, ex ciclista su strada italiano
- 15 gennaio - Elio Piccon, regista italiano († 1988)
- 15 gennaio - Arcadie Sarcadi, pallanuotista rumeno († 2002)
- 15 gennaio - Ruth Slenczynska, pianista statunitense
- 16 gennaio - Don Alden Adams, predicatore statunitense († 2019)
- 16 gennaio - Dany Dauberson, cantante e attrice francese († 1979)
- 16 gennaio - Silvia Giamporcaro, ex cestista italiana
- 16 gennaio - Giovanni Gioia, politico italiano († 1981)
- 16 gennaio - Peter Hirsch, fisico britannico
- 16 gennaio - Erhard Minder, pentatleta svizzero († 2002)
- 16 gennaio - Ornello Pederzoli, partigiano italiano († 1945)
- 16 gennaio - Harold Switzer, attore statunitense († 1967)
- 16 gennaio - Danilo Tesini, pilota automobilistico italiano († 2008)
- 17 gennaio - Alfredo Battisti, arcivescovo cattolico italiano († 2012)
- 17 gennaio - Robert Cormier, scrittore, saggista e giornalista statunitense († 2000)
- 17 gennaio - Luigi Guandalini, rugbista a 15 italiano († 1995)
- 17 gennaio - Eduardo Gutiérrez, calciatore boliviano
- 17 gennaio - Duane Hanson, scultore statunitense († 1996)
- 17 gennaio - Patricia Owens, attrice canadese († 2000)
- 18 gennaio - Amaele Abbiati, politico italiano († 2016)
- 18 gennaio - Epaminonda Ceccarelli, ingegnere e progettista italiano († 2011)
- 18 gennaio - Ivone Chinello, partigiano, politico e storico italiano († 2008)
- 18 gennaio - Gilles Deleuze, filosofo francese († 1995)
- 18 gennaio - Andreas Hillgruber, storico tedesco († 1989)
- 18 gennaio - Roepie Kruize, hockeista su prato olandese († 1992)
- 18 gennaio - Don McKay, attore, cantante e ballerino statunitense († 2018)
- 18 gennaio - Josef Rampold, giornalista, scrittore e alpinista italiano († 2007)
- 18 gennaio - Vjačeslav Solov'ёv, allenatore di calcio e calciatore sovietico († 1996)
- 18 gennaio - John Stanich, cestista statunitense († 2020)
- 18 gennaio - Franco Tamponi, violinista e direttore d'orchestra italiano († 2010)
- 18 gennaio - Raimondo Taucar, calciatore italiano
- 18 gennaio - Sol Yurick, scrittore statunitense († 2013)
- 19 gennaio - Nina Bawden, scrittrice inglese († 2012)
- 19 gennaio - Remo Berselli, grafico, illustratore e fumettista italiano († 2004)
- 19 gennaio - Fabio Carpi, regista, sceneggiatore e scrittore italiano († 2018)
- 19 gennaio - Rocco Chinnici, magistrato italiano († 1983)
- 19 gennaio - Dillard Crocker, cestista statunitense († 2014)
- 19 gennaio - Armando Dellantonio, schermidore italiano († 2022)
- 19 gennaio - Anthony Eisley, attore statunitense († 2003)
- 19 gennaio - Giovanni Fenati, pianista, compositore e direttore d'orchestra italiano († 1981)
- 19 gennaio - Antonio Ferrari, partigiano italiano († 1944)
- 19 gennaio - Norman N. Greenwood, chimico australiano († 2012)
- 19 gennaio - Don Lang, trombonista e cantante britannico († 1992)
- 19 gennaio - Vilmoš Loci, cestista e allenatore di pallacanestro jugoslavo († 1991)
- 20 gennaio - Jamiluddin Aali, poeta, saggista e giornalista pakistano († 2015)
- 20 gennaio - Vittor Ugo Bistoni, storico e politico italiano († 1997)
- 20 gennaio - Luigi Brambati, pittore e incisore italiano († 1983)
- 20 gennaio - Ernesto Cardenal, poeta, presbitero e teologo nicaraguense († 2020)
- 20 gennaio - Pierino Gelmini, presbitero italiano († 2014)
- 20 gennaio - Eugen Gomringer, poeta e critico letterario boliviano
- 20 gennaio - Dino Bartolo Partesano, regista e sceneggiatore italiano († 2012)
- 20 gennaio - Silvano Pravisano, calciatore italiano († 2020)
- 20 gennaio - Guido Stagnaro, autore televisivo, sceneggiatore e scrittore italiano († 2021)
- 20 gennaio - Vitalij Tarasov, scacchista sovietico († 1977)
- 21 gennaio - Charles Aidman, attore statunitense († 1993)
- 21 gennaio - George Connor, giocatore di football americano statunitense († 2003)
- 21 gennaio - Aldo De Maria, chirurgo italiano († 1973)
- 21 gennaio - Eva Ibbotson, scrittrice britannica († 2010)
- 21 gennaio - Francesco Palpacelli, architetto italiano († 1999)
- 21 gennaio - Alex Forbes, calciatore scozzese († 2014)
- 21 gennaio - Arnold Skaaland, wrestler statunitense († 2007)
- 22 gennaio - Giovanni Cristini, poeta e giornalista italiano († 1995)
- 22 gennaio - Eva Klein, biologa e immunologa ungherese († 2025)
- 22 gennaio - Guido Visco Gilardi, calciatore italiano († 2017)
- 23 gennaio - Danny Arnold, sceneggiatore, regista e produttore televisivo statunitense († 1995)
- 23 gennaio - Tarcisio Galbiati, calciatore italiano
- 23 gennaio - Tōichirō Kinoshita, fisico giapponese († 2023)
- 23 gennaio - Marty Paich, arrangiatore, compositore e direttore d'orchestra statunitense († 1995)
- 23 gennaio - Louis-Christophe Zaleski-Zamenhof, ingegnere e esperantista francese († 2019)
- 24 gennaio - Maria Tallchief, ballerina statunitense († 2013)
- 25 gennaio - Andreina Griseri, storica dell'arte italiana († 2022)
- 25 gennaio - Willy Fitting, schermidore svizzero († 2017)
- 25 gennaio - Mario Miglietta, arcivescovo cattolico italiano († 1996)
- 26 gennaio - Bogdan Jerković, regista, direttore artistico e docente croato († 2009)
- 26 gennaio - Joan Leslie, attrice statunitense († 2015)
- 26 gennaio - Paul Newman, attore e regista statunitense († 2008)
- 26 gennaio - Luisa Rossi, attrice italiana († 1984)
- 26 gennaio - Karel Čapek, calciatore cecoslovacco
- 27 gennaio - Sufi Abu Taleb, politico e giurista egiziano († 2008)
- 27 gennaio - Renzo Bonazzi, politico italiano († 2010)
- 27 gennaio - Roger M. Savory, iranista e linguista britannico († 2022)
- 28 gennaio - Giulio Becagli, calciatore italiano
- 28 gennaio - Bob Fisher, cestista statunitense († 2017)
- 28 gennaio - Yasuji Mori, animatore giapponese († 1992)
- 28 gennaio - Andrzej Stelmachowski, politico, giurista e insegnante polacco († 2009)
- 29 gennaio - Villy Andresen, calciatore norvegese († 2013)
- 29 gennaio - Ottar Gjermundshaug, combinatista nordico norvegese († 1963)
- 30 gennaio - Franco Alessio, storico della filosofia italiano († 1999)
- 30 gennaio - Marilyn Buferd, attrice statunitense († 1990)
- 30 gennaio - Douglas Engelbart, inventore e ingegnere statunitense († 2013)
- 30 gennaio - Jack Kerris, cestista statunitense († 1983)
- 30 gennaio - Kailash Sankhala, biologo e ambientalista indiano († 1994)
- 30 gennaio - Jack Spicer, poeta statunitense († 1965)
- 31 gennaio - Paddy Buckley, calciatore scozzese († 2008)
- 31 gennaio - Woody Campbell, cestista canadese († 2004)
- 31 gennaio - Ramón Campos, cestista filippino († 2017)
- 31 gennaio - Micheline Lannoy, pattinatrice artistica su ghiaccio belga († 2023)
- 31 gennaio - Joe Lynn, calciatore inglese († 1992)
- 31 gennaio - Krizia, stilista e imprenditrice italiana († 2015)
- 31 gennaio - Enus Ricchi, calciatore italiano
- 31 gennaio - Germano Sartelli, scultore italiano († 2014)
- 31 gennaio - Paulin Soumanou Vieyra, regista beninese († 1987)